# Ziva Postec
Ziva Postec est une monteuse et réalisatrice israélienne née à Tel Aviv.

## Biographie
Connue surtout pour avoir été la monteuse de Shoah, Ziva Postec a également réalisé plusieurs documentaires de long métrage.
Un documentaire de la cinéaste québécoise Catherine Hébert, Ziva Postec, la monteuse derrière le film Shoah, lui a été consacré en 2018.

## Filmographie

### Monteuse
- 1966 : Le Deuxième Souffle de Jean-Pierre Melville
- 1966 : La guerre est finie d'Alain Resnais
- 1972 : Pourquoi Israël de Claude Lanzmann
- 1974 : Les Guichets du Louvre de Michel Mitrani
- 1974 : Les Jours gris de Iradj Azimi
- 1985 : Shoah de Claude Lanzmann
- 2020 : Israël, le voyage interdit de Jean-Pierre Lledo

### Réalisatrice
- 1997 : M.G. Hakhanot Lepreda
- 1999 : Stars
- 2005 : Variation on a Theme : To Be an Israeli Woman